# يفين ليفيشينكو
يفين ليفيشينكو (بالأوكرانية: Левченко Євген Вікторович)‏ (2 يناير 1978 في أوكرانيا - ) هو لاعب كرة قدم أوكراني في مركز الوسط. شارك مع منتخب أوكرانيا لكرة القدم. أما مع النوادي، فقد لعب مع سبارتا روتردام وفيتيسه آرنهم وفيلم تو تيلبورغ ونادي أديلايد يونايتد ونادي سيسكا موسكو ونادي شاختار دونيتسك ونادي غرونينغن ونادي كامبور وهيلموند سبورت وFC Shakhtar-2 Donetsk ‏ ونادي ساتورن رامنسكوي.

## وصلات خارجية
- يفين ليفيشينكو على موقع اتحاد أوكرانيا (الإنجليزية)
- يفين ليفيشينكو على موقع قاعدة بيانات كرة القدم.إي يو (الإنجليزية)
- يفين ليفيشينكو على موقع ناشيونال فوتبول تيمز (الإنجليزية)
- يفين ليفيشينكو على موقع Soccerway.com (الإنجليزية)
- يفين ليفيشينكو على موقع عالم كرة القدم.نت (الإنجليزية)